# Shabono

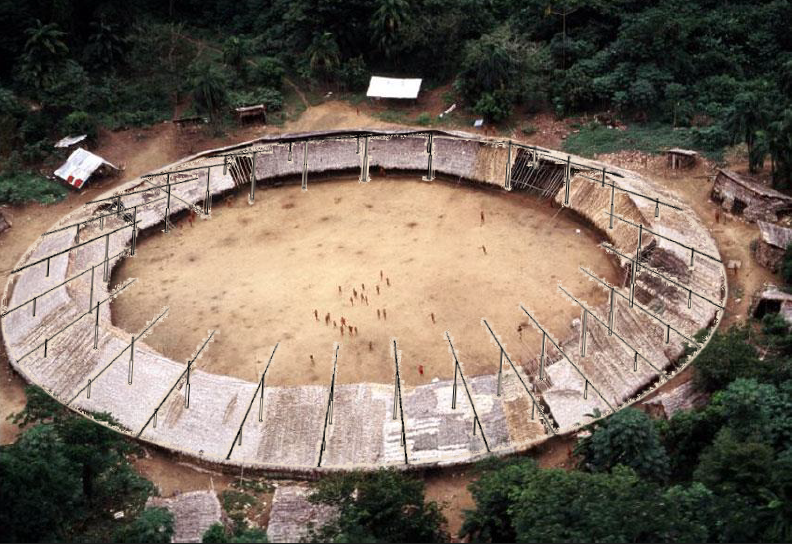
Một Shabono

Shabono (hay còn gọi là xapono, shapono, hoặc Yano) là một túp lều được sử dụng làm chỗ ở cho bộ tộc Yanomami một bộ lạc da đỏ ở miền nam Venezuela và biên giới miền Bắc Brasil. Bộ tộc này sống trong những túp lều lợp lá, dựng theo hình tròn và nằm sâu trong rừng một cách biệt lập. Được sử dụng như nhà ở tạm thời, các túp lều truyền thống xây dựng chủ yếu bằng nguyên liệu gồm lá cọ tranh và gỗ.
Những Shabono được xây dựng thành một vòng tròn ở trung tâm là sân rộng nhìn trông giống như một mái nhà tranh có một lỗ ở giữa. Trong các làng Yanomami truyền thống, Shabono có nhiều hình dạng, mỗi hình nón hoặc hình chữ nhật bao quanh một không gian trung tâm mở. Mỗi đơn vị gia đình có diện tích riêng của mình trong một shabono nhất định.